# Koeficient particije
Particijski koeficient (P) ali distribucijski koeficient (D) je v organski kemiji razmerje koncentracij spojin v dveh fazah mešanice dveh topil, ki se ne mešata med seboj, v ravnotežju. Zato so ti koeficienti merilo za različne topnosti spojine med tema dvema topiloma.
Običajno je eden od izbranih topil voda, medtem ko je drugi hidrofoben - kot npr. oktanol. Tako sta tudi porazdelitveni in distribucijski koeficient merilo za to, kako hidrofilna ali hidrofobna je kemična substanca. Porazdelitveni koeficient je uporaben, na primer za ocenjevanje distribucije zdravil v telesu.